# Макбет (фільм, 2006)
«Макбет» — фільм 2006 року.

## Синопсис
За мотивами п'єси Вільяма Шекспіра «Макбет». У наш час Макбет працює на одну корпорацію. Його керівник, Дункан, цінує Макбета. Також у Дункана є улюблений син Малькольм. Дружина Макбета спровокувала його на вбивство Малькольма, щоб чоловік здобув владу над корпорацією. Та однієї смерті виявляється замало. Тепер для утримання статусу необхідно здійснювати нові й нові злочини.

## У ролях
- Сем Вортінґтон — Макбет
- Вікторія Гілл — леді Макбет
- Ґарі Світ — Дункан
- Джонні Пасвольський — Леннокс
- Метт Доран — Малкольм